# لورنا آگیلار
لورنا آگیلار (انگلیسی: Lorena Aguilar؛ زادهٔ ۶ ژوئیهٔ ۱۹۸۵) بازیکن فوتبال اهل اکوادور است.
وی همچنین در تیم ملی فوتبال Ecuador بازی کرده‌است.